# Salvatore Bonanno
Salvatore Bonanno (* 5. November 1932 in New York City; † 1. Januar 2008 in Tucson) war ein US-amerikanischer Mafioso und Mitglied der Bonanno-Familie. Sein Spitzname war Bill Bonanno.
Salvatore Bonanno wurde 1932 als eines der drei Kinder des Mafia-Bosses Joseph Bonanno und dessen Frau Fay Labruzzo Bonanno geboren. Er besuchte von 1952 bis 1962 die University of Arizona. Als Bill Bonanno innerhalb der Familie zum Consigliere aufstieg, führte dies zu Konflikten. Am 28. Januar 1966 kam es zu einer Schießerei, nach der sich Bill Bonanno und sein Vater monatelang versteckten, bevor sie mit ihren Gegnern eine Übereinkunft trafen, dass die Bonannos künftig auf ihrer Farm bei Tucson leben sollten.
Er war Gegenstand von Gay Taleses Buch Honor Thy Father, welches 1971 veröffentlicht wurde. Der Schauspieler Joseph Bologna porträtierte Bonanno in der 1973 erschienenen Fernsehfassung des Buches.
Bonanno schrieb ein Buch über das Leben seines Vaters namens Bound By Honor: A Mafioso’s Story. Das Buch wurde unter dem Titel Bonanno: A Godfather’s Story verfilmt und von Bill Bonanno produziert. 
Er starb am 1. Januar 2008 an einem Herzinfarkt.